# Казырык, Сайын Чечен-Оолович
Сайын Чечен-Оолович Казырык (род. 21 сентября 1998 года, Кызыл, Тыва) — российский борец вольного стиля. Чемпион России 2025. Мастер спорта России международного класса.

## Биография
Родился Сайын в городе Кызыл, Республика Тыва, Россия. Начал заниматься вольной борьбе в возрасте восьми лет под руководством Бурбучука Буяна Вячеславовича.

## Спортивная карьера
Начал свое выступление по вольной борьбе в марте 2017 года с серебряной медали международного турнира среди юниоров памяти Романа Дмитриева в Якутске. В октябре 2017 года был победителем турнира имени Заура Батаева в Красноярске. В апреле 2018 года стал победителем первенства России среди юниоров в Смоленске в весе до 65 кг. В сентябре 2018 года Сайын добыл для сборной России золотую медаль на первенстве мира среди юниоров в весе до 65 кг, который прошёл в Словакии. В финале он одолел иранца  Амирхоссейн Азим Магсауди. Летом 2019 года был финалистом международного турнира «Baikal Open» в Улан-Удэ. В декабре 2019 года Казырык завоевал бронзовую медаль на турнире «Аланы» во Владикавказе. В мае 2022 года выиграл чемпионат России среди студентов в весе до 70 кг. В апреле 2023 года снова выступил на международном турнире «Baikal Open» и финишировал с бронзовой наградой. В сентябре 2024 года выступил на мемориале Александра Медведя в Минске и стал третьим в весе до 70 кг. В конце июня 2025 года впервые стал чемпионом России в весе до 70 кг, одолев якутского спортсмена Константина Капрынова.

## Спортивные достижения
Взрослый уровень
- Чемпионат России среди студентов 2022 — ;
- Чемпионат России 2025 — ;

Юниорский уровень
- Первенство России 2018 — ;
- Первенство мира 2018 — ;

## Личная информация
Является выпускником Тувинского государственного университета.